# Scutiger nyingchiensis
Scutiger nyingchiensis és una espècie d'amfibi de la família Megophryidae que viu a Àsia. Aquesta espècie es registra als comptats de Linzhi, Bomi i Yadong, Xizang Zizhiqu, Xina i des del nord-est del Pakistan, Nepal oriental i el nord-oest de l'Índia. Probablement es troba més àmpliament que els registres actuals, especialment a les zones entre els llocs coneguts. Està present en altituds entre 3.000 i 5.000 m snm. És una espècie alpina associada a corrents en hàbitats humits, boscos i pastures a les zones muntanyoses. Es reprodueix en rierols de baix gradient i piscines, que pon els ous sota troncs caiguts o sota les pedres. Els capgrossos passen l'hivern. Les principals amenaces per a aquesta espècie són el desviament d'aigua dels rierols de cultiu per a ús agrícola (reg), i la contaminació de l'aigua per l'ús d'agroquímics.